# Câmara Municipal de Fundão (Espírito Santo)
A Câmara Municipal de Fundão é o órgão legislativo do município de Fundão, no estado do Espírito Santo. É composta por onze vereadores. Sua sede atual, conhecida como Palácio Henrique Broseghini, está localizada na rua São José, 135, no Centro da cidade.

## História
O município de Nova Almeida, atualmente extinto, teve sua Câmara Municipal localizada no início do século XX no distrito de Timbuí. Em 5 de julho de 1923, uma lei estadual transferiu a sede para Fundão e alterou o nome do município para o atual, com efeitos a partir de 1º de janeiro de 1924.

## Comissões
| Comissão                                                   | Presidente                           |
| ---------------------------------------------------------- | ------------------------------------ |
| Comissão de Justiça e Redação                              | Ronaldo Broetto Scaquetti (PCdoB)    |
| Comissão de Finanças e Orçamento                           | Sandro Lima (PEN)                    |
| Comissão de Obras e Serviços Públicos                      | Elielton Rocha Nascimento (PMN)      |
| Comissão de Educação, Saúde e Assistência                  | Flávio Xavier Alberto (PRP)          |
| Comissão de Meio Ambiente, Ciência e Tecnologia e Petróleo | Eloízio Tadeu Rodrigues Fraga (REDE) |
| Comissão de Agricultura, Turismo e Indústria e Comércio    | Janilton Almeida de Carli (PDT)      |
| Comissão de Segurança Pública                              | Ataídes Soares da Silva (PEN)        |

## Vereadores em exercício (19ª legislatura)
|    | Nome                                                 | Partido | Votos | %    |
| -- | ---------------------------------------------------- | ------- | ----- | ---- |
| 1  | Ronaldo Broetto Scaquetti                            | PCdoB   | 487   | 4,23 |
| 2  | Eloizio Tadeu Rodrigues Fraga                        | REDE    | 408   | 3,55 |
| 3  | Marseandro Agostini Lima, Sandro Lima                | PEN     | 404   | 3,51 |
| 4  | Janilton Almeida de Carli                            | PDT     | 394   | 3,42 |
| 5  | Elielton Rocha Nascimento                            | PMN     | 383   | 3,33 |
| 6  | Adeilson Minchio Broetto                             | PMN     | 368   | 3,20 |
| 7  | Sônia Lusia Neves Rodrigues Steins, Sônia Professora | PRP     | 360   | 3,13 |
| 8  | Flávio Xavier Alberto, Professor Flávio              | PRP     | 350   | 3,04 |
| 9  | Ataídes Soares da Silva, Ataídes Mecânico            | PEN     | 348   | 3,02 |
| 10 | Eleazar Ferreira Lopes                               | PCdoB   | 340   | 2,95 |
| 11 | Ângela Maria Coutinho Pereira                        | PV      | 338   | 2,94 |

### Mesa Diretora
2017-2018
- Presidente: Eleazar Ferreira Lopes (PCdoB)
- Vice-presidente: Ângela Maria Coutinho Pereira (PV)
- Secretário: Flávio Xavier Alberto (PRP)